# The Iron Giant
The Iron Giant (literalment en català "El gegant de ferro") és una pel·lícula d’acció de ciència-ficció animada estatunidenca produïda per Warner Bros. Feature Animation i dirigit per Brad Bird en el seu debut com a director. Està basada en la novel·la The Iron Man de Ted Hughes del 1968 (que es va publicar als Estats Units amb el nom de The Iron Giant) i va ser guionitzada per Tim McCanlies a partir d’un tractament de la història del mateix Bird. La pel·lícula és protagonitzada per les veus de Vin Diesel (que interpreta el personatge titular), Eli Marienthal, Jennifer Aniston, Harry Connick Jr., Christopher McDonald i John Mahoney. Ambientada durant la Guerra Freda el 1957, la pel·lícula se centra en un noi anomenat Hogarth Hughes, que descobreix un gegantesc robot metàl·lic que va caure de l'espai exterior i fa amistat amb ell. Amb l'ajut d'un artista beatnik anomenat Dean McCoppin, Hogarth intenta evitar que l'exèrcit nord-americà i Kent Mansley, un paranoic agent federal, trobin i destrueixin el gegant.
El desenvolupament de la pel·lícula va començar el 1994 com un musical amb la participació de Pete Townshend de The Who, tot i que el projecte va arrelar un cop Bird va iniciar la sessió com a director i va contractar McCanlies per escriure el guió el 1996. La pel·lícula es va animar mitjançant animació tradicional, amb imatges generades per ordinador per animar el personatge titular i altres efectes. L'equip amb poc personal de la pel·lícula la va completar amb la meitat del temps i el pressupost d'altres llargmetratges animats. Michael Kamen va compondre la partitura de la pel·lícula, interpretada per l'Orquestra Filharmònica Txeca.
The Iron Giant es va estrenar al Grauman's Chinese Theatre de Los Angeles el 31 de juliol de 1999 i es va estrenar a tot el món el 6 d'agost. La pel·lícula va tenir un rendiment insuficient a taquilla, amb una recaptació de 31,3 milions de dòlars a tot el món contra un pressupost de producció de 50 milions de dòlars, de la que es va culpar la inusualment pobre campanya de màrqueting de Warner Bros. i l'escepticisme envers la producció de pel·lícules d’animació després de la recepció crítica mixta i el fracàs de taquilla de Quest for Camelot l’any anterior. Malgrat això, la pel·lícula va ser elogiada per la seva història, animació, personatges, la interpretació del personatge principal i les interpretacions de veu d'Aniston, Connick Jr., Diesel, Mahoney, Marienthal i McDonald. La pel·lícula va ser nominada a diversos premis, guanyant nou premis Annie de 15 nominacions. Mitjançant els llançaments de vídeos domèstics i la sindicació televisiva, la pel·lícula va tenir un seguiment de culte i és àmpliament considerada com un clàssic d'animació modern. El 2015, una versió ampliada i remasteritzada de la pel·lícula es va tornar a llançar teatralment i en vídeo domèstic l'any següent. 

## Argument
Durant la Guerra Freda, poc després que la Unió Soviètica llancés Spútnik 1 l'octubre de 1957, un objecte de l'espai s'estavella a l'oceà just a la costa de Maine i després entra al bosc a prop de la ciutat de Rockwell. La nit següent, Hogarth Hughes, de nou anys, investiga i troba l'objecte, un robot alienígena de 50 peus d'alçada que intenta menjar les línies de transmissió d'una subestació elèctrica. Hogarth finalment es fa amic del Gegant, trobant-lo dòcil i curiós. Quan menja vies de ferrocarril pel camí d’un tren que s’acosta, el tren xoca amb ell i descarrila; Hogarth condueix el gegant lluny de la zona, descobrint que pot reparar-se a ell mateix. Hogarth mostra al gegant els còmics d'aventures de Superman.
Els incidents van dur a Rockwell un agent xenòfob del govern nord-americà anomenat Kent Mansley. Sospita de la participació de Hogarth després de parlar amb ell i la seva mare vídua Annie (el pare de Hogarth era un pilot de la Força Aèria dels Estats Units que va morir durant la guerra de Corea) i lloga una habitació a casa seva per vigilar-lo. Hogarth eludeix Mansley i condueix el gegant a un dipòsit d’escombraries propietat de l’artista beatnik Dean McCoppin, que a contracor accepta quedar-se'l. Hogarth gaudeix del seu temps amb el Gegant, però es veu obligat a explicar la "mort" al Gegant després que vegi que uns caçadors maten un cérvol.
Aquella nit, Hogarth és interrogat per Mansley quan descobreix proves del gegant després de trobar una foto seva al costat de Hogarth i porta un contingent de l'exèrcit nord-americà dirigit pel general Shannon Rogard al magatzem de ferralla per demostrar l'existència del gegant, però Dean (havent estat advertit per Hogarth abans) els enganya fingint que el gegant és una de les seves obres d'art. Trastornat per l'aparent falsa alarma, Rogard es prepara per marxar amb les seves forces després de retreure Mansley per les seves accions. Aleshores, Hogarth continua divertint-se amb el gegant jugant amb una pistola de joguina, però sense voler activa el sistema defensiu del gegant; Dean el crida per haver matat gairebé Hogarth, i el Gegant entristit fuig amb Hogarth perseguint-lo. Dean s'adona ràpidament que el gegant només actuava en defensa pròpia i es posa al dia amb Hogarth mentre el segueixen.
El gegant salva dos nois que cauen del terrat quan arriba, guanyant-se la gent de la ciutat. Mansley detecta el gegant a la ciutat quan deixa Rockwell i atura l'exèrcit, enviant-los a atacar el gegant després que hagi recollit Hogarth, obligant els dos a fugir junts. Inicialment, evadeixen els militars mitjançant el sistema de vol del Gegant, però el Gegant és abatut i cau a terra. Hogarth queda inconscient, però el Gegant, pensant que Hogarth és mort, cedeix completament el seu sistema defensiu en un atac de ràbia i dolor i ataca els militars en represàlia, transformant-se en una màquina de guerra i tornant a Rockwell. Mansley convenç a Rogard per preparar un llançament de míssils nuclears des de l'USS Nautilus, ja que les armes convencionals resulten ineficaços. Hogarth es desperta i torna a temps per calmar el gegant mentre Dean li aclareix la situació a Rogard. El general està a punt de posar-se dret quan Mansley ordena impulsivament el llançament del míssil, que es dirigeixi cap a Rockwell, on destruirà la ciutat i la seva població després de l'impacte. Mansley intenta escapar, però el gegant l’atura i Rogard el fa arrestar. Per tal de salvar la ciutat, el gegant s'acomiada de Hogarth i vola per interceptar el míssil. Mentre s’enfila per interceptar el míssil, el gegant recorda les paraules de Hogarth: “Ets qui triïs ser”, somriu satisfet i diu “Superman” mentre xoca amb l’arma. El míssil explota a l'atmosfera, salvant Rockwell, la seva població i les forces militars properes, però aparentment a costa del mateix Gegant, deixant Hogarth devastat.
Mesos després, un monument commemoratiu del gegant es troba a Rockwell. Dean i Annie comencen una relació. Hogarth rep un paquet de Rogard, que conté un cargol del Gegant que és l'únic romanent trobat. Aquella nit, Hogarth troba el cargol intentant moure’s pel seu compte i, recordant la capacitat del gegant d’autoreparar-se, permet feliçment la sortida del cargol. El cargol s’uneix a moltes altres parts mentre convergeixen al cap del gegant a la glacera Langjökull, a Islàndia, i el gegant somriu quan comença a muntar-se.

## Repartiment de veu

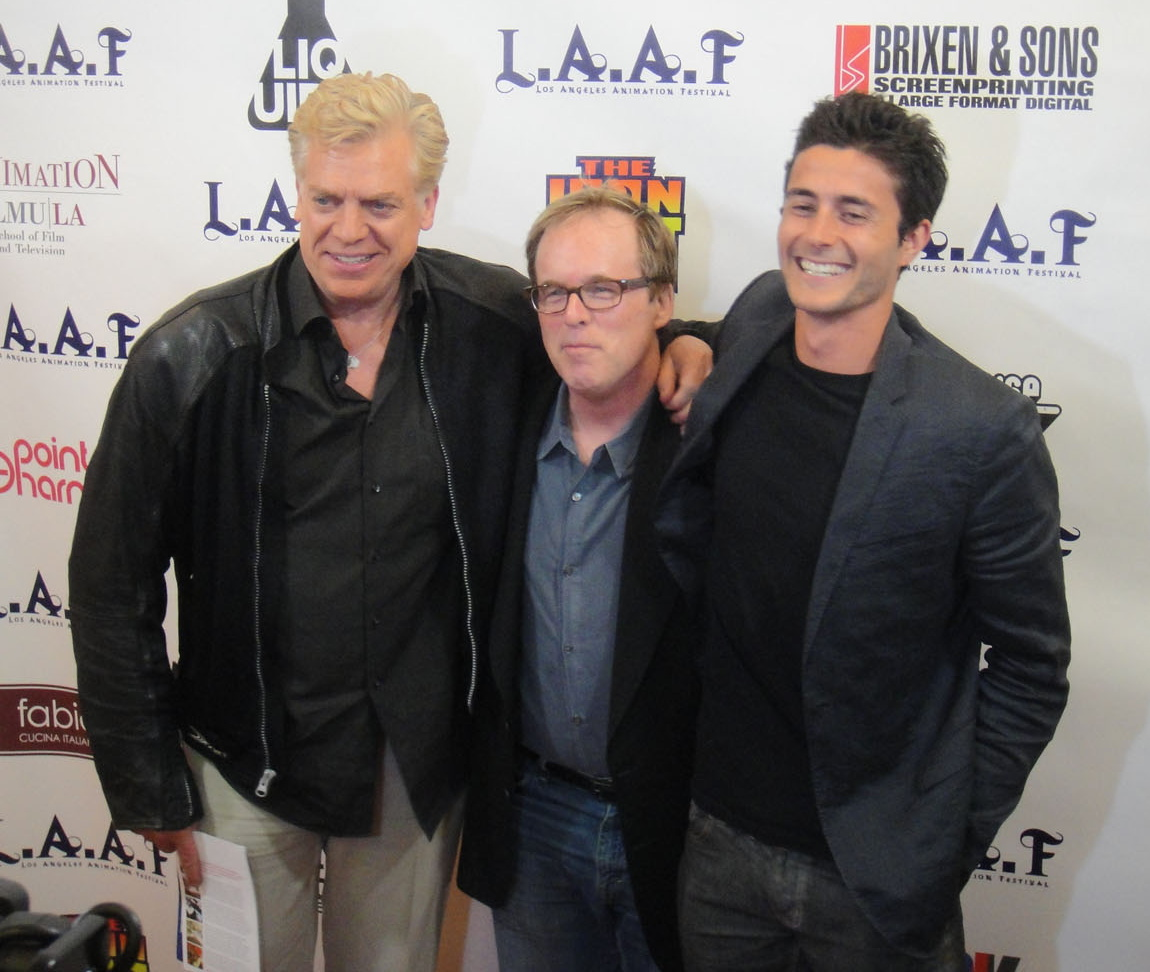
Christopher McDonald, Brad Bird i Eli Marienthal el març de 2012 a la projecció de Iron Giant a LA Animation Festival

- Eli Marienthal com a Hogarth Hughes, un noi intel·ligent, enèrgic i curiós de 9 anys amb una imaginació activa. Les actuacions de Marienthal es van gravar en vídeo i les van donar als animadors per treballar-hi, cosa que va ajudar a desenvolupar expressions i acting per al personatge.[9]
- Jennifer Aniston com Annie Hughes, la mare de Hogarth, vídua d'un pilot militar i cambrera.
- Harry Connick Jr. com a Dean McCoppin, un artista beatnik i propietari de brossa. Bird va considerar oportú convertir el personatge en un membre de la generació beat, ja que durant aquella època es veia com una amenaça lleu per als valors de les ciutats petites. Un foraster ell mateix, és un dels primers a reconèixer el gegant com a no amenaça.[10]
- Vin Diesel com The Iron Giant, un robot de 50 peus[11] que menja metalls. D’origen desconegut i creat amb un propòsit desconegut, el gegant reacciona involuntàriament defensivament si reconeix alguna cosa com a arma, intentant immediatament destruir-la. La veu del gegant originalment anava a ser modulada electrònicament, però els cineastes van decidir que "necessitaven una veu profunda, ressonant i expressiva per començar", de manera que van contractar Diesel.[12]
- James Gammon com a capatàs Marv Loach, un empleat de la central elèctrica que segueix el rastre del robot després que destrueixi l'estació.
  - Gammon també posa veu a Floyd Toubeaux.
- Cloris Leachman com a Sra. Karen Tensedge, mestra d’escola de Hogarth.
- Christopher McDonald va ser Kent Mansley, un paranoic agent del govern federal enviat a investigar les observacions del gegant de ferro. El logotip del seu cotxe oficial del govern diu que prové de la "Oficina de fenòmens inexplicables". També és el principal antagonista de la pel·lícula.
- John Mahoney com a general Shannon Rogard, un cap militar experimentat i de nivell a Washington, DC que no li agrada gens a Mansley.
- M. Emmet Walsh com Earl Stutz, un mariner i el primer home que va veure el robot.

A més, Ollie Johnston i Frank Thomas donen veu a l'enginyer i bomber del tren, vist breument cap al començament de la pel·lícula. Johnston i Thomas, que eren animadors i membres de Nou Ancians de Disney, van ser citats per Bird com a inspiració per a la seva carrera, que va honorar incorporant les seves veus i semblances (i potser fins i tot els seus primers noms, a causa del fet que l'enginyer s'assembla a Johnson, va dir a l'altre, que s'assembla a Thomas, el seu nom Frank) a la pel·lícula.

## Producció

### Desenvolupament
Els orígens de la pel·lícula es troben en el llibre The Iron Man (1968), del poeta Ted Hughes, que va escriure la novel·la per reconforat els seus fills després del suïcidi de la seva mare Sylvia Plath. Als anys vuitanta, el músic de rock Pete Townshend va optar per adaptar el llibre per a un àlbum conceptual; va ser llançat com The Iron Man: A Musical el 1989. El 1991, Richard Bazley, que més tard es va convertir en l'animador principal de la pel·lícula, va llançar una versió de The Iron Man a Don Bluth mentre treballava al seu estudi a Irlanda. Va crear una història i dissenys de personatges, però Bluth va declinar el projecte. Després que es muntés un musical escènic a Londres, Des McAnuff, que havia adaptat Tommy amb Townshend per a l'escenari, va creure que The Iron Man podria portar-se a la pantalla i el projecte va ser finalment adquirit per Warner Bros. Entreteniment.
A finals de 1996, mentre desenvolupava el projecte, l'estudi va veure la pel·lícula com un vehicle perfecte per a Brad Bird, que en aquell moment treballava per a Turner Feature Animation desenvolupant Ray Gunn. Turner Broadcasting s'havia fusionat recentment amb l'empresa matriu de Warner Bros. Time Warner, i Bird va poder transferir-la a l'estudi Warner Bros. Animation per dirigir The Iron Giant. Després de llegir el llibre original de Iron Man de Hughes, Bird va quedar impressionat amb la mitologia de la història i, a més, Warner Bros va rebre una quantitat inusual de control creatiu. Aquest control creatiu implicava la introducció de dos nous personatges que no eren presents al llibre original, Dean i Kent, el muntatge de la pel·lícula a Amèrica i el descart de les ambicions musicals de Townshend (a qui no l va importar, segons els informes, comentant: "Bé, sigui el que sigui, em pagaven"). Bird explicaria el seu desig d’ambientar la pel·lícula als Estats Units als anys cinquanta en una entrevista posterior:
| « | (anglès) The Maine setting looks Norman Rockwell idyllic on the outside, but inside everything is just about to boil over; everyone was scared of the bomb, the Russians, Sputnik — even rock and roll. This clenched Ward Cleaver smile masking fear (which is really what the Kent character was all about). It was the perfect environment to drop a 50-foot-tall robot into. | (català) L'escenari de Maine té un aspecte idíl·lic de Norman Rockwell per fora, però a l’interior tot està a punt de bullir; a tothom li feia por la bomba, els russos, Sputnik, fins i tot el rock and roll. Aquest somriure tancat de Ward Cleaver emmascara la por (que realment del que anava el personatge de Kent). Era l'entorn perfecte per deixar-hi caure un robot de 50 peus d’alçada. | » |

Ted Hughes, l'autor de la història original, va morir abans del llançament de la pel·lícula. La seva filla, Frieda Hughes, va veure la pel·lícula acabada en nom seu i li va encantar. Pete Townshend, amb qui va començar aquest projecte i que es va mantenir com a productor executiu de la pel·lícula, també va gaudir de la pel·lícula final.

### Escriptura
Tim McCanlies va ser contractat per escriure el guió, tot i que a Bird li desagradava tenir un altre escriptor a bord, ja que volia escriure ell mateix el guió. Posteriorment, va canviar d’opinió després de llegir el guió de Secondhand Lions, llavors encara no produït de McCanlies. En el tractament original de la història de Bird, Amèrica i la URSS estaven en guerra al final, amb el gegant morint. McCanlies va decidir tenir una breu escena per mostrar la seva supervivència, afirmant: "No es pot matar a E.T. i després no retornar-lo". McCanlies va acabar el guió en dos mesos. A McCanlies se li va donar un calendari de tres mesos per completar un guió, i donada l'estreta programació de la pel·lícula que Warner Bros. "no va tenir temps de ficar-se amb nosaltres", com va dir McCanlies. La qüestió de la història del fons del gegant va ser ignorada a propòsit per mantenir la història centrada en la seva relació amb Hogarth. Bird va considerar que la història era difícil de desenvolupar a causa de la combinació d'elements inusuals, com "pel·lícules de ciència-ficció paranoiques dels anys cinquanta amb la innocència d'alguna cosa com The Yearling". Al mateix Hughes se li va enviar una còpia del guió de McCanlies i li va enviar una carta, dient-li el satisfet que estava amb la versió. A la carta, Hughes afirmava: "Vull dir-vos quant m'agrada el que ha fet Brad Bird. Ha fet una peça de tot plegat, amb un impuls sinistre fantàstic i el final em va arribar com una gloriosa peça de sorpresa. Ha creat una situació dramàtica fantàstica per la manera com ha desenvolupat The Iron Giant. No puc deixar de pensar-hi."
Bird va combinar els seus coneixements dels seus anys a la televisió per dirigir el seu primer llargmetratge. Va acreditar el seu temps treballant a Family Dog com a essencial per a la formació d'equips i el seu mandat a The Simpsons com a exemple de treballar sota terminis estrictes. Va estar obert a altres membres del seu personal per ajudar a desenvolupar la pel·lícula; sovint preguntava als membres de la tripulació les seves opinions sobre escenes i canviava les coses en conseqüència. Una de les seves prioritats era posar èmfasi en moments més suaus basats en el personatge, a diferència d’escenes més frenètiques, cosa que Bird pensava que era un problema amb la producció cinematogràfica moderna. "Hi ha d'haver activitat, efectes de so o talls o música sonora. És gairebé com si el públic tingués el comandament a distància i canviés de canal ", va comentar en aquell moment. L'artista de guions Teddy Newton va tenir un paper important en la configuració de la història de la pel·lícula. La primera tasca de Newton entre el personal va ser que Bird li va demanar que creés una pel·lícula dins d'una pel·lícula que reflectís les "pel·lícules de tipus higiènic que tothom veia quan passava l'espant de la bomba". Newton va arribar a la conclusió que un número musical seria l'alternativa més enganxosa i la seqüència "Duck and Cover " es va convertir en un dels favorits dels membres de la tripulació de la pel·lícula. Sobrenomenat "El factor X" pel cap del departament d'històries Jeffery Lynch, els productors li van donar llibertat artística en diverses peces del guió de la pel·lícula.

### Animació
El fracàs financer de l'anterior esforç animat de Warner, Quest for Camelot, que va fer que l'estudi reconsiderar les pel·lícules d'animació, va ajudar a la producció The Iron Giant considerablement. "Les tres quartes parts" de l'equip d'animació d'aquest equip van ajudar a crear The Iron Giant. Quan va entrar en producció, Warner Bros. va informar el personal que hi hauria un pressupost i un termini més reduïts per completar la pel·lícula. Tot i que la producció es va mirar de prop, Bird va comentar: "Ens deixaven sols si ho teníem controlat i els vam demostrar que produïem la pel·lícula de manera responsable, que la feiem a temps i que feíem coses que eren bones". Bird considerava que la compensació tenia "un terç dels diners d'una pel·lícula de Disney o de DreamWorks, i la meitat del programa de producció", però la recompensa era tenir més llibertat creativa, descrivint la pel·lícula com "completament feta per l'equip d'animació"; no crec que cap altre estudi ho pugui dir al nivell que nosaltres podem". Una petita part de l'equip va fer un viatge de recerca d'una setmana a Maine, on va fotografiar i gravar en vídeo cinc petites ciutats. Esperaven reflectir amb precisió la seva cultura fins a les minúcies; "Vam fotografiar escaparats de botigues, graners, boscos, cases, interiors, comensals, fins a tots els detalls que podíem, inclosa l'escorça dels arbres", va dir el dissenyador de producció Mark Whiting.
Bird es va quedar atrapat per elaborar una planificació escènica, com ara animats detallats, per assegurar-se que no hi hagués cap problema pressupostari. L'equip va treballar inicialment amb el programari Director de Macromedia, abans de canviar a Adobe After Effects a temps complet. Bird tenia moltes ganes d’utilitzar el programari llavors naixent, ja que permetia que el guió gràfic pogués contenir indicacions dels moviments de la càmera. El programari es va convertir en un element essencial per a aquell equip, anomenat "Macro" al principi, per ajudar l'estudi a entendre els rodets de la història de la pel·lícula. Aquests també van permetre a Bird entendre millor el que la pel·lícula requeria des d’una perspectiva d’edició. Al final, es va sentir orgullós de la manera com es va desenvolupar la pel·lícula, i va assenyalar que "podríem imaginar el ritme i el desenvolupament de la nostra pel·lícula amb precisió amb una despesa de recursos relativament petita". El grup es reunia en una sala de projecció per veure les seqüències completes, amb Bird oferint suggeriments dibuixant a la pantalla amb un marcador. L'animador principal Bazley va suggerir que això donava lloc a un sentiment de companyonia entre la tripulació, que estaven unificats en la seva missió de crear una bona pel·lícula. Bird va citar el seu moment favorit de la producció de la pel·lícula produint a la sala de muntatge, quan l'equip es va reunir per provar una seqüència en què el gegant aprèn què és una ànima. "La gent de la sala plorava espontàniament. Va ser fonamental; hi havia una sensació innegable que realment estàvem accedint a alguna cosa ", va recordar.
Va optar per donar porcions als animadors de la pel·lícula perquè animessin completament, en lloc del procés estàndard d’animar un personatge, en un retorn a la manera com es van crear les primeres funcions de Disney. L'excepció van ser els responsables de crear el mateix Gegant, que es va crear mitjançant imatges generades per ordinador a causa de la dificultat de crear un objecte metàl·lic “de manera fluida”. Van tenir problemes addicionals amb l’ús del model d’ordinador per expressar emocions. El Gegant va ser dissenyat pel cineasta Joe Johnston, i refinat pel dissenyador de producció Mark Whiting i Steve Markowski, animador principal del Gegant. Utilitzant programari, l'equip animava el Gegant “en parelles” (tots els altres fotogrames, o dotze fotogrames per segon) quan interactuava amb altres personatges, per fer menys evident que es tractava d’un model d’ordinador. Bird va portar estudiants de CalArts per ajudar-los en treballs d’animació menors a causa de l’ocupada agenda de la pel·lícula. Es va assegurar de distribuir el treball en escenes entre animadors experimentats i joves, i va assenyalar: "Sobrecarregueu a les persones més fortes i carregueu a les altres [si deixeu que el vostre màxim talent monopolitzi les millors tasques]". Hiroki Itokazu va dissenyar tots els accessoris i vehicles CGI de la pel·lícula, que van ser creats en una gran varietat de programari, incloent Maya d' Alias Systems Corporation, Alias PowerAnimator, una versió modificada de RenderMan de Pixar, Softimage Creative Environment, Animo de Cambridge Animation (ara part de Toon Boom Technologies), Avid Elastic Reality i Adobe Photoshop.
L’art de Norman Rockwell, Edward Hopper i N.C. Wyeth va inspirar el disseny. Whiting es va esforçar per aconseguir colors alhora evocadors del període en què s'ambientava la pel·lícula i també representatius del seu to emocional; per exemple, l'habitació de Hogarth està dissenyada per reflectir la seva "joventut i sentit de meravella". Això es barrejava amb un estil que recordava la il·lustració dels anys cinquanta. Els animadors van estudiar les pel·lícules de Chuck Jones, Hank Ketcham, Al Hirschfeld i Disney d’aquella època, com ara 101 dàlmates, per inspirar-se en l’animació de la pel·lícula.

### Música
La partitura de la pel·lícula va ser composta i dirigida per Michael Kamen, cosa que la converteix en l'única pel·lícula dirigida per Bird que no va tenia música escrita pel seu futur col·laborador, Michael Giacchino. La partitura original de Bird, "una col·lecció d'entrades deBernard Herrmann de pel·lícules de ciència-ficció dels anys 50 i 60", inicialment va espantar Kamen. Creient que el so de l'orquestra era important per a la sensació de la pel·lícula, Kamen "va decidir pentinar Europa de l'Est per obtenir una orquestra de so "a l'antiga" i va anar a Praga per escoltar a Vladimir Ashkenazy dirigir la Filharmònica Txeca a la Simonia Alpina de Strauss. "Finalment, la Filharmònica Txeca va ser l'orquestra utilitzada per a la partitura de la pel·lícula. Bird va descriure l'orquestra simfònica com "una increïble col·lecció de músics". La partitura de The Iron Giant es va enregistrar d’una manera força poc convencional, en comparació amb la majoria de les pel·lícules: gravada durant una setmana al Rudolfinum de Praga, la música es va gravar sense usos convencionals de sincronització de la música, en un mètode que Kamen va descriure en una entrevista de 1999 com "[poder] tocar la música com si fos una peça de repertori clàssic". La partitura de Kamen per a The Iron Giant va guanyar el premi Annie de música en una producció d'animació el 6 de novembre de 1999.

### Postproducció
Bird va optar per produir The Iron Giant a pantalla ampla -específicament la relació d'aspecte 2.39:1 de CinemaScope-, però els seus assessors el van advertir que no ho fes p. Va creure que era apropiat fer servir el format, ja que moltes pel·lícules de finals dels anys 50 es van produir en formats de pantalla ampla. Esperava incloure el logotip de CinemaScope en un pòster, parcialment com a broma, però 20th Century Fox, propietari de la marca comercial, no ho va permetre.
Bird va recordar més tard que va xocar amb executius que desitjaven afegir personatges, com ara un gos secundari, ambientar la pel·lícula a l'actualitat i incloure una banda sonora de hip hop. Això es devia a la preocupació que la pel·lícula no fos comercialitzable, a la qual Bird va respondre: "Si estiguessin interessats a explicar la història, haurien de deixar que fos el que vol ser". La pel·lícula també es va estrenar inicialment sota el logotip de Warner Bros. Family Entertainment, en el qual hi apareixia la mascota Bugs Bunny en un esmòquing, tal com es veu al tràiler de la pel·lícula. Bird es va oposar a això per multitud de raons, i finalment va obtenir la confirmació que els executius Bob Daley i Terry Semel estaven d'acord. En lloc d'això, Bird i el seu equip van desenvolupar una altra versió del logotip per assemblar-se al clàssic logotip de l'estudi en un cercle, famosament emprat en els curts Looney Tunes. Va acreditar als executius Lorenzo di Bonaventura i Courtney Vallenti, ajudant-lo a assolir la seva visió, assenyalant que estaven oberts a la seva opinió.
Segons un informe del moment del seu llançament, el cost de producció de The Iron Giant era de 50 milions de dòlars, amb 30 milions de dòlars addicionals destinats al màrqueting, encara que Box Office Mojo més tard va informar que el seu pressupost va ser de 70 milions de dòlars. Es considerava una pel·lícula de baix pressupost, en comparació de les pel·lícules distribuïdes per Walt Disney Pictures.

## Temes
The Iron Giant tracta principalment del concepte de l'existencialisme, així com de la naturalesa de la humanitat. Això s’exemplifica amb l’afirmació de Dean segons la qual "Ets qui triïs ser", que Hogarth més tard transmet al Gegant. Quan va començar a treballar a la pel·lícula, Bird es trobava en plena fase d’enfrontament de la mort de la seva germana, Susan, que va ser assassinada a trets pel seu marit del que estava separada. En investigar el seu material d'origen, va saber que Hughes va escriure The Iron Man com a mitjà per consolar els seus fills després que la seva dona, Sylvia Plath, es suïcidés, específicament a través de la metàfora del personatge del títol que es va poder tornar a muntar després de ser malmés. Aquestes experiències van constituir la base del llançament de Bird a Warner Bros., que es basava al voltant de la idea "I si una arma tenia una ànima i no volia ser una arma?"; la pel·lícula completa també va estar dedicada a Hughes i Susan. McCanlies va comentar que "En un punt determinat, hi ha moments decisius en què escollim qui volem ser. I això es desenvolupa durant la resta de la vostra vida", afegint que les pel·lícules poden proporcionar als espectadors un sentit del bé i del mal, i va expressar el desig que The Iron Giant" ens faci sentir com si tots forméssim part de la humanitat [que] és una cosa que hem de sentir".